# Wilhelm Röhss den yngre

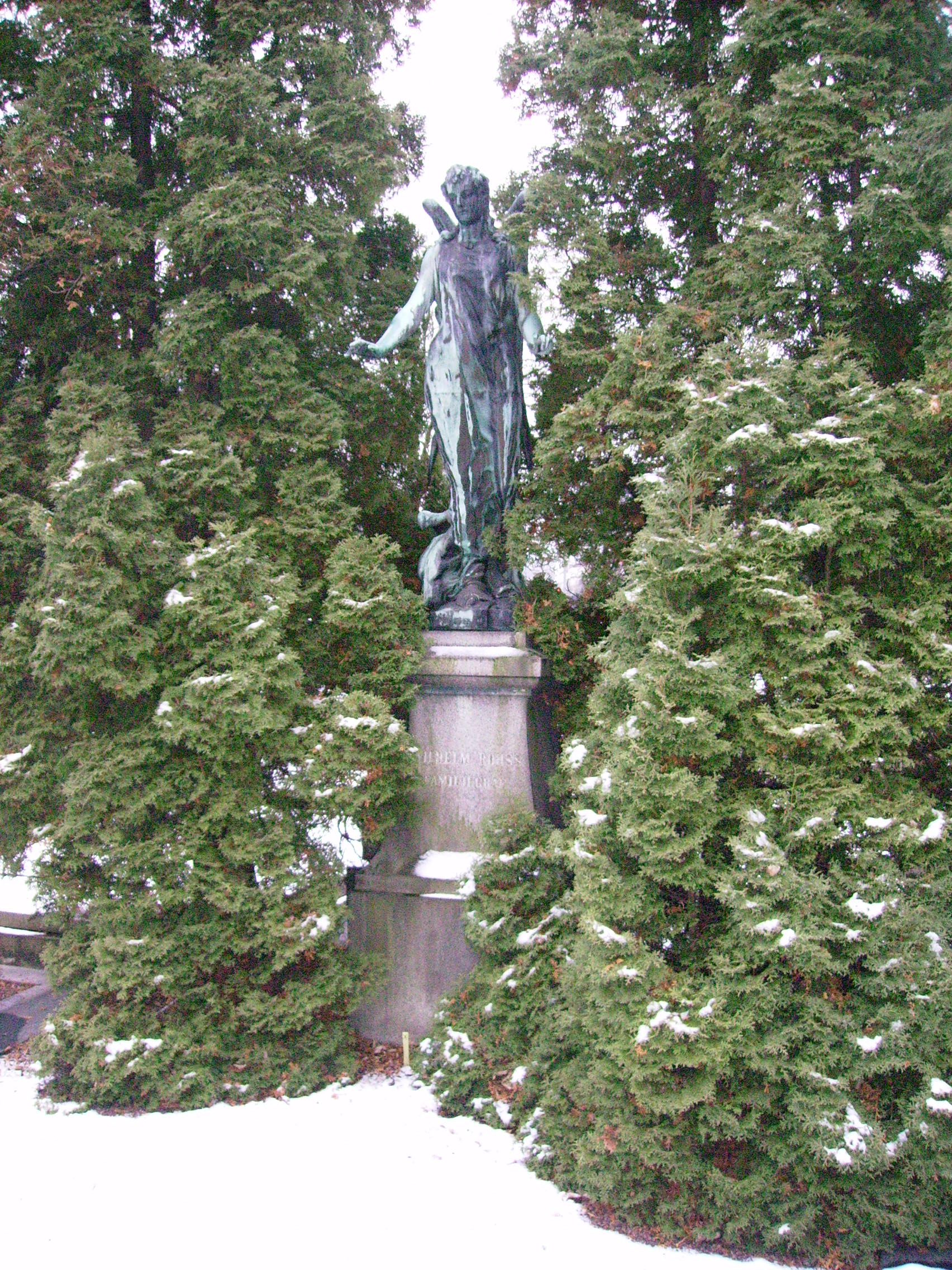
Wilhelm Röhss gravvård på Örgryte gamla kyrkogård i Göteborg.

Carl Wilhelm Christian Röhss, född 2 juli 1834 i Göteborg, död 10 januari 1900 i Göteborg, var en svensk bankdirektör, grosshandlare och donator.

## Biografi
Röhss studerade vid Göteborgs handelsinstitut 1849-51, var anställd i sin fars firma Wilhelm Röhss & Co. i Göteborg 1851-56, fick burskap som grosshandlande i Göteborg 1856 och var delägare i firma Wilhelm Röhss & Co. 1857-1900. Familjeföretaget var intressent i flera bruksföretag, som exempelvis Ljusne-Woxna, bedrev stora affärer i järn och trä, och tog aktiv del i grundandet av många större företag i Göteborg under 1800-talets senare del. Inte minst var det framträdande i uppbyggnaden av bankväsendet, försäkringsväsendet och järnvägsbyggandet i Sverige.
Redan 1863 - 1867 var Wilhelm Röhss d.y. således ledamot av styrelsen för Göteborgs sparbank och var dessutom huvudman i banken. Wilhelm Röhss efterträddes av brodern August 1868 som under en längre tid ingick i denna banks styrelse, bl.a. som ordförande. År 1868 blev Wilhelm Röhss ledamot i styrelsen för Göteborgs Enskilda Bank där han kvarstod till år 1900. Han var styrelsens ordförande 1895 - 1900. Röhss var vidare en av 18 ledande affärsmän som inbjöd till teckning 1863 i Skandinaviska Kredit AB. Denna bank spelade en central roll för finansieringen av järnvägarna i Sverige. Redan nästa år var han emellertid en av stiftarna till den konkurrerande banken The English & Swedish bank Limited, vanligen kallad engelsk-svenska banken, som på sin tid var en av de största bankerna i Sverige. Han var ledamot av styrelsen i denna bank till dess den fick avvecklas 1868. Wilhelm Röhss var också suppleant i styrelsen till Göteborgs handelskompani mellan åren 1873 - 1878. Detta bolag bildades 1871 och var ett tidigt exempel på en investmentbank. Efter vidlyftiga spekulationsaffärer gick företaget i konkurs 1879, vilket var en smärre skandal på denna tid.
På försäkringsområdet var han mellan åren 1864 - 1866 ledamot av styrelsen för Ränte- och kapitalförsäkringsanstalten. RKA var ett av de första försäkringsföretagen i Sverige. Var åren 1862 - 1870 ledamot i styrelsen för Göteborgs Sjöassuranceförening och 1870 - 1876 i Sjöförsäkringsaktiebolaget Norden.
I Sverige kom järnvägsbyggandet igång ganska sent. Ett av de första järnvägsföretagen var Bergslagernas Järnvägs AB (Bergslagernas järnvägar) som en gång i tiden var Sveriges största privata järnvägsföretag. Wilhelm Röhss var 1871 - 1879 ledamot av den interimsstyrelse som dessa år ledde byggandet av den s.k. bergslagsbanan som gick mellan Göteborg och Falun. Röhss ingick sedan åren 1886 - 1900 som ledamot av styrelsen för Göteborgs - Hallands Järnvägs AB som trafikerade linjen Göteborg - Varberg. Han tillträdde som vice ordförande 1895. Då vice ordföranden Berger i Bergslagernas Järnvägs AB avled i november 1888 valdes Wilhelm Röhss d.y. i dennes ställe. Han kvarstod till och med 1899. Åren 1891 - 1899 var han ledamot av styrelsen för Göteborgs - Borås Järnvägs AB, varav som vice ordförande 1897 - 1899. Som framgår av namnet anlades järnväg mellan Borås och Göteborg med anslutning till Göteborgs -Hallands järnväg. Röhss var också ledamot av styrelsen för Borås - Alvesta Järnvägs AB vars syfte var att knyta samman Göteborg och Borås i nordväst med Växjö, Kalmar och Karlskrona i Sydost. Röhss väckte således 1898 motion i Göteborgs stadsfullmäktige om att staden skulle teckna aktier för en och en halv miljon kr i denna fortsättning av Göteborg - Borås - banan. Detta bifölls och banan öppnades för trafik 1902. Samtliga järnvägsbolag togs över av staten i juli 1940. Dessa investeringar skapade viktiga förutsättningar för en stor tillväxt i Göteborgs handel och järnvägsnätets byggande från Göteborg till olika delar av Sverige var således av grundläggande betydelse för näringslivets utveckling i Göteborg.
Wilhelm Röhss var dessutom styrelseledamot av Ahlafors spinneri AB, Långeds AB, Rosenlunds Spinneri AB och Gammelkroppa AB. Han var Hamburgs konsul i Göteborg 1858-66, Preussens konsul i Göteborg 1860-61, Nordtyska Förbundets konsul i Göteborg 1866-71 och Tysklands konsul i Göteborg 1871-78. Han var även ledamot av Göteborgs stadsfullmäktige 1863-97, varav som tillförordnad ordförande 1897, samt av styrelsen för Navigationsskolan 1878-90.

## Wilh. Röhss donationsfond
Enligt Röhss vilja anslogs 1,5 miljoner av hans dödsbo till "befordrande i Göteborg af handel, industri och kommunikationer". Han anslog även pengar till "välgörande ändamål". Av summan fick sterbhusdelägarna disponera 500 000 kr till olika ändamål, bland annat 250 000 kr till Röhsska konstslöjdmuseet. 1 miljon kronor överlämnades till stadsfullmäktige, som fick disponera ränteavkastningen när denna vuxit till 500 000 kr. Utdelning ur 1910 års utdelningsfond skedde första gången den 16 februari 1911, då till utredning om en frihamns läge 110 000 kronor, till handelskammaren i Göteborg 155 000 kronor och till handelsinstitutet för en nybyggnad 245 000 kronor.

## Utmärkelser
Wilhelm Röhss d.y. utnämndes 1888 till riddare av Nordstjärneorden och till kommendör av 2:a klassen i Vasaorden 1898. Han utnämndes vidare 1876 till riddare av Preussiska Kronoorden 3:e klassen och sedermera till riddare av Preussiska Röda Örns orden 4:e klassen.

## Familj
Wilhelm Röhss d.y. var son till Wilhelm Röhss d.ä. och Carin Bressander. Han dog ogift och ligger begravd på Örgryte gamla kyrkogård. Han hade dock ett varaktigt utomäktenskapligt förhållande med Amalia Rydin, kallad "Den blå damen", med vilken han fick fem barn. De hette Wilhelmina (1855–1860), Carl (1857–1899), Isabella (1861–1951), Oscar (1871–1944) och Anny (1875–1895), samtliga med efternamnet Rydin. Favoritdottern Isabella erbjöds att få kalla sig Röhss, men eftersom endast hon av syskonen skulle få göra det så avstod hon. Amalia Rydin benämns syjungfru och sömmerska, sedan husägarinna, då hon kom att äga huset på Erik Dahlbergsgatan 18 i Göteborg. Se vidare Svenska släktkalendern 2010 s. 396 - 400.